# Bohatice
Bohatice (deutsch Voitsdorf) ist eine Gemeinde des Okres Česká Lípa in der Region Liberec im Norden der Tschechischen Republik, südlich des Lausitzer Gebirges.
Bohatice liegt auf halbem Wege zwischen Zákupy (Reichstadt) und Mimoň (Niemes). Erstmals erwähnt wurde die Siedlung 1371. Ab der Mitte des 19. Jahrhunderts bildete Voitsdorf eine Gemeinde im Gerichtsbezirk Niemes bzw. im Bezirk Böhmisch Leipa. Heute ist Bohatice ein Zentrum der Pferdezucht und des Reitsports; im Ort befindet sich die „Nord ranč“.

## Persönlichkeiten
- Emil Vetter (1878–1963), österreichischer Sprachwissenschaftler